# كأس الأساتذة للتنس 2003
كأس الأساتذة للتنس 2003 (بالإنجليزية: 2003 Tennis Masters Cup)‏. هي بطولة كرة المضرب الختامية التي اقيمت عام 2003 في مدينة هيوستن، تكساس.

## الفائزون
- روجر فيدرير هزم  أندريه أغاسي 6–3, 6–0, 6–4 فردي الرجال.

| نهائيات الجولة العالمية لرابطة محترفي التنس                                       |
| 2002 • 2003 • 2004 • 2005 • 2006 • 2007 • 2008 • 2009 • 2010 • 2011 • 2012 • 2013 |